# Голман
Голман је играч спортске екипе. Његово задужење је да спречи противничке играче да постигну гол. Обично се налази у ограниченом простору испред гола, у коме за њега важе другачија правила у односу на остале играче. Голман се разликује од осталих играча по изгледу и/или боји опреме.
У већини спортова који укључују поентирање у мрежи, за голмана важе посебна правила која не важе за остале играче. Ова правила се често успостављају да заштите голмана (да буде мета опасних или чак насилних акција). Ово је најочигледније у спортовима као што су хокеј на леду и лакрос, где се од голмана захтева да носе специјалну опрему као што су тешки јастучићи и маска за лице како би заштитили своја тела од удара предмета којим се игра (нпр. лопте или пака).
У неким спортовима, голмани могу имати иста права као и други играчи; у асоцијацијском фудбалу, на пример, чувару је дозвољено да шутира лопту као и сваком другом играчу, али такође може да користи своје руке да рукује лоптом у ограниченом простору. У другим спортовима, голмани могу бити ограничени у радњама које смеју да предузму или у области терена или клизалишта где се могу налазити; у NHL-у, на пример, голмани не смеју да играју пак у забрањеним зонама иза мреже или да однесу пак преко црвене линије.

## Примери

### Фудбалско удружење
У фудбалу, голман сваког тима брани гол свог тима и има посебне привилегије у игри. Главни задатак голмана је да заустави сваки продор лопте у гол. Голман је једини играч на страни који може користити своје шаке и руке да ухвати, баци и спаси лопту, али само у свом казненом простору. Од голмана се тражи да носе карактеристичну боју дреса, одвојену од боје судијског дреса и стандардне боје дреса било које екипе, тако да их судија може лако идентификовати. Нема других посебних захтева, али голманима је обично дозвољено да носе додатну заштитну опрему као што је подстављена одећа. Већина голмана такође носи рукавице како би заштитили руке и побољшали стисак лопте. Као и сваки играч на терену, од њих се захтева да носе штитнике за цеваницу.
Смрт голмана Сандерленда А.Ф.Ц. голман Џимија Торпа уобличила је развој правила по коме играчима више није било дозвољено да подигну ногу до голмана са контролом лопте у рукама. Упркос освајању лиге те сезоне, сезона Сандерленда је обележена трагедијом након што је млади голман преминуо од последица ударца у главу и груди кад је покупио лопту после бочног шута у утакмици против Челсија на Рокер Парку. Наставио је да учествује све док се меч није завршио, али се након тога срушио код куће и умро је у болници четири дана касније од дијабетес мелитуса и срчане инсуфицијенције 'убрзаних грубим третманом противничког тима'.

### Бенди
У бендију, голман брани гол свог тима и има посебне привилегије у игри, што је регулисано у одељку 6 Правила играња бендија које је поставила Федерација интернационалног бендија. Главни задатак голмана је да заустави било какав продор на лопту у гол. Дозвољено му је да држи лопту шест секунди пре него што мора да је пусти. Може је бацити браничу или је бацити директно у напад.

### Хокеј на трави
У хокеју на трави, голман углавном носи велику заштитну опрему укључујући кацигу, штитнике за лице и врат, облоге за груди и ноге, штитнике за руке или лактове, специјалне рукавице (лева рукавица је дизајнирана искључиво да блокира лопту, десна рукавица такође има ову функцију али је поред тога дизајниран да дозволи голману да држи и користи свој штап), штитнике за потколенице (познате као јастучићи) и навлаке за ципеле (познате као кикери). Рукавице, јастучићи и кикери су скоро увек направљени од специјалног пенастог материјала високе густине који истовремено штити голмана и има одличне квалитете одбијања. Голман је такође опремљен штапом; или онај који је дизајниран за голмане или онај који се користи за нормалну игру. Специјализовани голмански штапови морају бити у складу са истим димензијама као и штапови играча у пољу, али су дизајнирани за оптималну употребу једном руком и за блокирање, а не за ударање лопте. Од 2007. године тимови могу бирати да играју са 11 теренских играча, а нико нема привилегије голмана. Ако се користи голман, они спадају у једну од две категорије: потпуно опремљен голман мора да носи кацигу, осим ако није номинован да изведе једанаестерац против противничког голмана, да носи мајицу друге боје и најмање штитнике за стопала и ноге (заштита руку и горњег дела тела је опциона); или се могу одлучити да носе само шлем. Голману је дозвољено да користи било који део свог тела да игра или одбија лопту, иако не може да омета њену игру (на пример тако што лежи на њој), и то може да уради само у кругу гола (или „Д”). Изван Д подлежу истим правилима као и играчи у пољу и могу да користе само свој штап да играју лоптом. Голманима који носе кациге није дозвољено да прођу линију своје екипе од 23 m, са изузетком голмана који изводе казнене ударце. Међутим, голману који је одлучио да носи само кацигу је дозвољено да је скине и под условом да није остављен на терену за игру, може учествовати у игри у било ком делу терена и задржати своје привилегије голмана, чак и ако немају времена да замене кацигу пре одбране. Обавезно је ношење кациге када се брани једанаестерац или казнени угао.

## Голманов простор
Голманов простор се по облику и димензијама разликује од спорта до спорта, у том простору голмани уживају одређене привилегије (играње рукама, ногама, ношење одређене додатне опреме, разне предности у игри и сл.), које су поново разликују у зависности од врсте игре.

## Спортови који укључују голмане
Спортови у којима постоји голман су: Ватерполо, Рукомет, хазена, велики рукомет, Фудбал, Хокеј на леду, Хокеј на трави, Бенди.